# Evolução dos uniformes do Clube de Regatas do Flamengo
Neste artigo consta, as evoluções dos uniformes da equipe de futebol do Clube de Regatas do Flamengo, além de constar os fabricantes de Material esportivos e patrocinadores.

## História

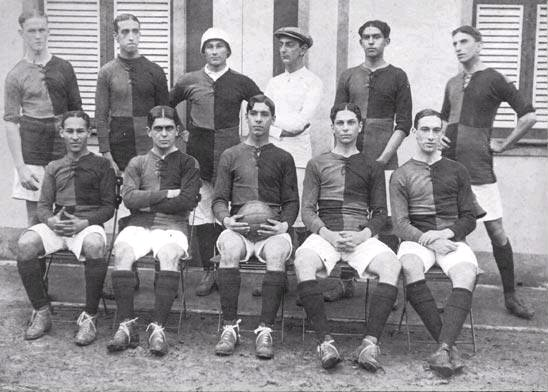
Jogadores do Flamengo com a camisa estilo "Papagaio de Vintém", o primeiro uniforme de futebol do Flamengo.

Na reunião de 1895 que estabeleceu o clube de remo do Flamengo, as cores oficiais do clube foram decididas como azul e ouro para simbolizar o céu do Rio de Janeiro e as riquezas do Brasil. Assim, a equipe do remo do clube adotou um uniforme de listras horizontais grossas em azul e ouro. No entanto, o Flamengo não conseguiu vencer uma única regata no primeiro ano e ganhou o apelido de "clube de bronze". Estas cores da equipe, então, viraram sinônimos de azar e o tecido colorido era caro para importar da Inglaterra. Com isso, Um ano após a criação do clube, as cores oficiais foram substituídas pelas atuais vermelho e preto.

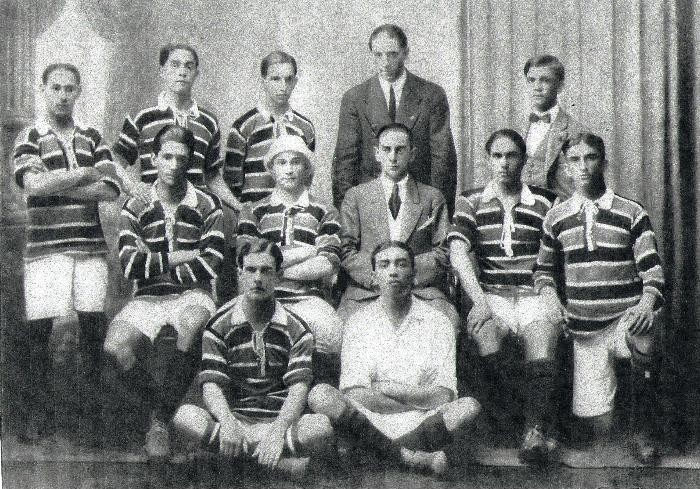
Jogadores do Flamengo em 1914, com a camisa cobra coral.

Em 1912, por exigência dos atletas do remo (que não permitiam o uso do mesmo uniforme pelos jogadores de futebol), foi criada uma camisa xadrez em vermelho e preto que ficou conhecida como Papagaio de Vintém. No entanto, a camisa virou sinônimo de azar e foi substituída, em 1913, por uma camisa com listras horizontais em vermelho e preto e frisos brancos, semelhante às cores de uma cobra coral. Como a camisa ficou muito parecida com a bandeira do Império Alemão na época (país que virou inimigo mundial por causa da I Guerra), os frisos brancos acabaram sendo retirados para não causar polêmicas. Desta vez os remadores não se incomodaram e o Flamengo eternizou a camisa listrada rubro-negra, os calções brancos e as meias rubro-negras a partir de 1916.
Em 1938, o então técnico flamenguista Dori Kruschner sugeriu a criação de um segundo uniforme, na cor branca, para “facilitar a visualização em partidas noturnas”. A nova vestimenta foi aprovada pelo clube, que se tornou pioneiro no Brasil a possuir um segundo uniforme. A camisa branca tinha duas listras rubro-negras no peito e assim permaneceu até 1979, mudando para a tradicional com listras apenas nas mangas – e que virou amuleto após o título mundial de 1981, conquistado exatamente com essa camisa.
Com o passar dos anos, a camisa principal do clube sofreu poucas alterações e ora teve listras mais finas e ora mais grossas. Já a camisa número dois apenas variou com listras no peito, centralizadas ou nas mangas.
O Flamengo passou a inovar mais a partir dos anos 90 principalmente em seus terceiros uniformes ou comemorativos, chegando a jogar toda de preto, com camisa preta e menos listras vermelhas, camisa vermelha e até com a camisa azul e dourada lá do começo do século XX, mas que não caiu no gosto dos torcedores e deu um ar de “tabajara” ao time.
Em 2009, o time usou pela primeira vez em 25 anos um uniforme limpo e sem patrocínio.

### Evolução

Vestimenta de 1933, já com as tradicionais faixas horizontais vermelhas e negras

Em 1912, a camisa era quadriculada. De 1914 a 1915, seu desenho era de listas finas, horizontais. A partir de então passou a ser tricolor, com faixas negras, vermelhas e brancas horizontais, estilo Cobra coral. Foi somente em 1916 que adquiriu a forma mais tradicional: faixas horizontais vermelhas e negras.

#### Primeira era Adidas e a conquista do Mundial Interclubes
Foi com o símbolo da empresa alemã Adidas no peito, no lado oposto ao CRF, que o Mais Querido viveu o período mais vitorioso de sua história.
Desde o fim da década de 70, a Adidas já fornecia material de treino ao clube. A camisa de jogo, no entanto, era fabricada por marcas como as nacionais Athleta e Hering. O logotipo com as três listras tradicionais da marca alemã apareceria pela primeira vez no uniforme oficial do Flamengo no dia 3 de agosto de 1980, na partida contra o Vasco, válida pela última rodada da Taça Guanabara, que naquele ano foi disputada como um torneio à parte do Estadual.

Zico com o uniforme do Flamengo da década de 1970. Faixas mais alargadas e números mais legíveis.

A história deste uniforme remete a 1979, quando Elsa Braga (prima e esposa do então presidente do clube, Márcio Braga) que era formada em desenho industrial com especialização em roupas de trabalho, resolveu alargar as faixas e tornar as letras do emblema mais legíveis. Assim, na camisa número um as listras estavam mais largas, enquanto na dois, o modelo branco, elas haviam passado do peito para os ombros e mangas. E o calção ganhou listras laterais (rubro-negras no modelo branco e brancas na versão preta).
| “ | “Além de mais bonito, este uniforme facilitará a identificação dos números, principalmente o uniforme número dois, já que as listras foram deslocadas para as mangas e não se confundirão com os números” | ” |

Com a conquista do terceiro tricampeonato Estadual (1942-43-44; 1953-54-55; 1978-79-79 especial) em 1979, façanha inédita para clubes do Rio, Elsa teve a ideia de deixar esta marca registrada com a inclusão de 3 estrelas ao lado direito do CRF, que também foi redesenhado.
No começo de 1984 veio a primeira mudança: a camisa ganhou gola pólo, em lugar da em “V” do modelo anterior. Além disso, foi incluído um scudeto, à moda italiana, abaixo do símbolo da Adidas, identificando o clube como o atual detentor do título nacional. Esta inclusão do scudeto, entretanto, durou apenas algumas partidas.
Em 8 de abril de 1984, veio o primeiro patrocínio de camisa (algo até então inédito no Brasil), da Petrobras, que expôs a marca “Lubrax” na frente, a partir do jogo em que o Fla derrotou o America por 3 a 0 pelo Campeonato Brasileiro. Na primeira versão desta camisa, a marca do lubrificante automotivo vinha escrita em preto dentro de um retângulo amarelo, que também durou apenas algumas partidas. O traje “definitivo” viria com letras brancas dentro de uma das faixas pretas da camisa.
As três listras nos ombros, tradicionais nas camisas da fornecedora, só estreariam em 6 de julho de 1986, na vitória por 2 a 1 sobre o Olaria na Rua Bariri, em jogo pelo segundo turno (Taça Rio) do Estadual. Aquela camisa manteve a gola pólo e também trouxe por um curto período a inscrição “90 anos” nas mangas, em homenagem ao nonagésimo aniversário de fundação do clube, completado em novembro de 1985.
A temporada de 1992 foi até então a última em que a Adidas vestia o rubro-negro. Em 9 de setembro, o Flamengo se despedia da Adidas vencendo o America por 3 a 1, em jogo pelo primeiro turno (Taça Guanabara) do Estadual de 1992. Após ter sido sondado pela italiana Kappa no começo do ano, o clube acabou fechando com a inglesa Umbro, que na época também era fornecedora oficial da Seleção Brasileira.

#### Era Umbro: 1993 - 1999
Em 1993, o primeiro modelo de camisas da Umbro vinha com o logo da CBF na manga, em alusão a Conquista do Campeonato Brasileiro no ano anterior. A camisa tinha as listras um pouco mais finas do que de anos anteriores.
Em 1995, ano do Centenário do Flamengo, a camisa comemorativa seguiu o modelo de 1993, porém com as listras mais finas e o vermelho predominando. Na manga da camisa tinha a logo FLA100 em alusão aos 100 anos do Flamengo naquele ano.
Em 1996, a camisa tinha o escudo tradicional do clube e a palavra Flamengo como uma espécie de marca d’água. A blusa trazia também no peito a marca BR da Petrobras.
Em 1998, a novidade ficou por conta do CRF dentro de um círculo e uma faixa branca abaixo da gola. As listras pretas eram finas e as vermelhas mais grossas.
No último modelo feito pela Umbro, usado em 1999 e no primeiro semestre do ano 2000, as listras eram mais largas, e o vermelho mais escuro.

#### Era Nike: 2000 - 2009
O primeiro modelo feito pela Nike foi usado no segundo semestre de 2000 a 2001. A novidade da camisa fica por conta da saída do CRF e a inclusão do escudo tradicional do Clube. A logo BR da Petrobras passa para as mangas da camisa.
Em 2002, o segundo modelo, a camisa trazia acima do escudo, quatro estrelas brancas em alusão ao Tetra-tri Carioca e uma estrela dourada em alusão ao mundial de 1981.
Em 2005/2006, a camisa tinha o contorno preto. A novidade ficou por conta da volta do CRF ao invés do escudo de anos anteriores. No segundo semestre de 2006, as cores que foram invertidas. Já mais pro final do ano, pela primeira vez a camisa aparecia sem o patrocínio "Lubrax". agora estava estampado "Cartão Petrobrás".
A última camisa fornecida pela Nike veio sem nenhum patrocínio, após 24 anos. De camisa limpa, o Flamengo conquistou o Penta-tri e iniciou a campanha do Hexacampeonato Brasileiro com esse raridade.

#### Era Olympikus: 2009 - 2013
A história da Olympikus como fornecedora do Flamengo se iniciou em 31 de maio de 2008, quando, após meses de rumores, o clube confirmou que deixaria a Nike, maior fabricante de materiais esportivos do mundo, para fechar com a marca brasileira. A Nike, porém, entrou na Justiça, alegando que o contrato que tinha, válido até junho de 2009, teria de ser respeitado e ganhou. A Olympikus, então, teve de esperar até julho de 2009, um ano depois de anunciar que tinha fechado com o Flamengo, para assumir o fornecimento de materiais. Neste meio tempo, inovou. Impedida de colocar sua marca por questões jurídicas, inseriu três pontos de interrogação no espaço da camisa que receberia o logotipo. Foi a primeira vez em 25 anos que a equipe usou um uniforme sem patrocínio algum.
Em 2010, a Olympikus introduziu um uniforme alternativo azul e dourado que homenageia as cores originais e o uniforme de regata do Flamengo, no entanto, não foi bem recebido pelos fãs que o compararam ao uniforme usado pela equipe satírica fictícia "Tabajara" no popular programa de comédia Casseta & Planeta, Urgente!.

#### Segunda Era Adidas: 2013 - Atualmente
No dia 19 de dezembro de 2012, o Conselho Deliberativo do Flamengo aprovou, por unanimidade, o retorno da Adidas, depois de 21 anos, como fornecedora de material esportivo do clube. O contrato com a empresa alemã, que foi assinado pela presidente Patricia Amorim no dia 20/12/2012, passou a valer no dia 01/05/2013, e terá validade até 01/05/2023.
Passado 1 ano do acordo, o Flamengo foi incluído pela Adidas no seu "Clube Top Global", que nada mais são que os 5 clubes mais "importantes" e que terão maior publicidade junto a marca. O grupo é composto por: Real Madrid, Bayern, Milan, Chelsea e Flamengo. Isto significa que suas camisas e acessórios passarão a ser vendidos não somente no Brasil - como aconteceu no primeiro ano de contrato -, mas também em mercados como Alemanha, Espanha, México, entre outros. A distribuição internacional prevê ainda agasalhos e camisas casuais, demonstrando que a Adidas está buscando aumentar a visibilidade do clube internacionalmente.
A camisa usada pelo clube no ano de 2017 foi eleita a 2a mais bonita da temporada do futebol mundial pelo jornal inglês ‘The Telegraph’. Conforme a publicação "as famosas listras vermelha e preta foram ajustadas e a gola redonda com botões deu um novo toque" na camisa. Vale ressaltar ainda que o Flamengo foi o único clube brasileiro a figurar na lista, que tinha 15 equipes. Em agosto do mesmo ano, a revista inglesa "Four Four Two", também fez seu ranking das camisas mais bonitas daquela temporada. Novamente a camisa do Flamengo apareceu na lista, que desta vez contava com 19 clubes. Justificando sua escolha, a revista escreveu que “os tradicionais vermelho e preto do Flamengo são complementados por alguns toques fantásticos, os dois botões brancos e as listras pretas no ombro. A camisa visitante, branca com a faixa vermelha e preta, é ainda melhor”.
Também em 2017, a Adidas inovou ao trazer o 3o uniforme do clube com a cor predominantemente amarelo-ouro, com detalhes em azul. A novidade do lançamento foi que a camisa foi desenhada por um torcedor, através da plataforma Adidas Creator Studio, e definida após um concurso cultural promovido pela própria Adidas. O uniforme faz referência à fundação do Flamengo, quando era apenas um clube de remo, em 1895, e também faz alusão às cadeiras do Maracanã, palco de grandes glórias rubro-negras.[carece de fontes?]

### Utilização de uniformes fora de suas tradições
- Em 1945, Flamengo e Vasco disputavam, no estádio da Gávea, a última rodada do Cariocão daquele ano (ambas equipes já estavam eliminadas). Com 26 minutos do segundo tempo (o placar já apontava 2x2), uma pancadaria generalizada toma conta das arquibancadas e obriga o árbitro a suspender a partida. Faltavam 19 minutos para o fim. Quatro dias depois, dessa vez no campo das Laranjeiras, novamente Flamengo e Vasco se encontram para disputa dos minutos finais. O Rubro Negro entrou vestido com o uniforme da Federação Carioca, camisas e meiões azuis, calções brancos. O fato é confirmado pelo "Jornal dos Sports", mas sem qualquer menção aos motivos para a inusitada situação.

- Em 1974, Flamengo disputaria um amistoso contra a Seleção Chilena, no Chile. Pouco antes da partida, disputada no estádio Nacional, conclui-se que poderia haver confusão entre o tradicional uniforme da Seleção Chilena, camisa vermelha, com a tradicional camisa rubro-negra do Flamengo. Sem ter levado seu segundo uniforme para o amistoso, o Flamengo teve que atuar com camisas diferentes das habituais. O Flamengo atuou vestido com camisas azuis, emprestadas pela Federação Chilena de Futebol, e shorts brancos.

### Retrospecto dos 3os Uniformes
- Utilizando algum modelo de terceiro uniforme, o Flamengo entrou em campo 21 vezes, vencendo três partidas, empatando sete e sendo derrotado em dez jogos.
- Se considerarmos apenas os confrontos oficias, o Rubro-negro venceu sua primeira partida com a terceira camisa em 22 de julho 2017 contra o Coritiba por um placar de 2 a 1.[15]

### Uniformes dos jogadores
- Primeiro uniforme: Camisa listrada em vermelho e preto, calção branco e meias listradas em vermelho e preto;
- Segundo uniforme: Camisa branca; calção preto e meias brancas;
- Terceiro uniforme: Camisa preta com detalhes em diamantes cinzas; calção Preto e meias pretas

| Primeiro | Segundo | Terceiro |

### Uniformes dos goleiros
| Primeiro | Segundo | Terceiro |

### Uniformes de treino
- Camisa ciano, calção azul e meias brancas;
- Camisa e calção azul e meias brancas.

| Jogadores | C. Técnica |

## Outras temporadas

### 2024
- Uniformes dos jogadores

| Primeiro | Segundo | Terceiro |

- Uniformes dos goleiros

| 0 | 0 | 0 | Alternativo |

### Uniformes de treino
| Jogadores | C. Técnica |

### 2023
- Uniformes dos jogadores

| Primeiro | Segundo | Terceiro | Alternativo | Alternativo |

- Uniformes dos goleiros

| 0 | 0 | 0 | Alternativo |

- Uniformes de treino

| Jogadores | C. Técnica |

### 2022
- Uniformes dos jogadores

| Primeiro | Segundo | Terceiro |

- Uniformes dos goleiros

| Cores do Time · Cores do Time · Cores do Time · Cores do Time · Cores do Time | Cores do Time · Cores do Time · Cores do Time · Cores do Time · Cores do Time | Cores do Time · Cores do Time · Cores do Time · Cores do Time · Cores do Time | Cores do Time · Cores do Time · Cores do Time · Cores do Time · Cores do Time |

- Uniformes de treino

| Jogadores | C. Técnica |

### 2021
- Uniformes dos jogadores

| Primeiro | Segundo | Terceiro |

- Uniformes dos goleiros

| Cores do Time · Cores do Time · Cores do Time · Cores do Time · Cores do Time | Cores do Time · Cores do Time · Cores do Time · Cores do Time · Cores do Time | Cores do Time · Cores do Time · Cores do Time · Cores do Time · Cores do Time |

- Uniformes de treino

| Jogadores | Goleiros | C. Técnica |

### 2020
- Uniformes dos jogadores

| Primeiro | Segundo | Terceiro |

- Uniformes dos goleiros

| Cores do Time · Cores do Time · Cores do Time · Cores do Time · Cores do Time | Cores do Time · Cores do Time · Cores do Time · Cores do Time · Cores do Time | Cores do Time · Cores do Time · Cores do Time · Cores do Time · Cores do Time | Cores do Time · Cores do Time · Cores do Time · Cores do Time · Cores do Time |

- Uniformes de treino

| Jogadores | C. Técnica |

### 2019
- Uniformes dos jogadores

| Primeiro | Segundo | Terceiro |

- Uniformes dos goleiros

| Cores do Time · Cores do Time · Cores do Time · Cores do Time · Cores do Time | Cores do Time · Cores do Time · Cores do Time · Cores do Time · Cores do Time | Cores do Time · Cores do Time · Cores do Time · Cores do Time · Cores do Time |

- Uniformes de treino

| Jogadores | C. Técnica |

### 2018
- Uniformes dos jogadores

| Primeiro | Segundo | Terceiro | Alternativo | Alternativo |

- Uniformes dos goleiros

| Cores do Time · Cores do Time · Cores do Time · Cores do Time · Cores do Time | Cores do Time · Cores do Time · Cores do Time · Cores do Time · Cores do Time | Cores do Time · Cores do Time · Cores do Time · Cores do Time · Cores do Time |

- Uniformes de treino

| Jogadores | C. Técnica |

### 2017
- Uniformes dos jogadores

| Primeiro | Segundo | Terceiro |

- Uniformes dos goleiros

| Cores do Time · Cores do Time · Cores do Time · Cores do Time · Cores do Time | Cores do Time · Cores do Time · Cores do Time · Cores do Time · Cores do Time |

- Uniformes de treino

| Jogadores 1 | Jogadores 2 | C. Técnica |

### 2016
- Uniformes dos jogadores

| Primeiro | Segundo | Terceiro | Quarto |

- Uniformes dos goleiros

| Cores do Time · Cores do Time · Cores do Time · Cores do Time · Cores do Time | Cores do Time · Cores do Time · Cores do Time · Cores do Time · Cores do Time |

- Uniformes de treino

| Jogadores | C. Técnica |

### 2015
- Uniformes dos jogadores

| Primeiro | Segundo | Terceiro | Alternativo |

- Uniformes dos goleiros

| Cores do Time · Cores do Time · Cores do Time · Cores do Time · Cores do Time | Cores do Time · Cores do Time · Cores do Time · Cores do Time · Cores do Time | Cores do Time · Cores do Time · Cores do Time · Cores do Time · Cores do Time |

- Uniformes de treino

| Jogadores 1 | Jogadores 2 | C. Técnica |

### 2014
- Uniformes dos jogadores

| Primeiro | Segundo | Terceiro |

- Uniformes dos goleiros

| Cores do Time · Cores do Time · Cores do Time · Cores do Time · Cores do Time | Cores do Time · Cores do Time · Cores do Time · Cores do Time · Cores do Time |

- Uniformes de treino

| Jogadores 1 | Jogadores 2 | C. Técnica |  |

### 2013
- Uniformes dos jogadores

| Primeiro | Segundo | Terceiro | Alternativo |

- Uniformes dos goleiros

| 0 | 0 | Alternativo | Alternativo |

- Uniformes de treino

| Jogadores | C. Técnica |

### 2012
- Uniformes dos jogadores

| Primeiro | Segundo | Terceiro |

- Uniformes dos goleiros

| Cores do Time · Cores do Time · Cores do Time · Cores do Time · Cores do Time | Cores do Time · Cores do Time · Cores do Time · Cores do Time · Cores do Time | Cores do Time · Cores do Time · Cores do Time · Cores do Time · Cores do Time | Cores do Time · Cores do Time · Cores do Time · Cores do Time · Cores do Time |

- Uniformes de treino

| Jogadores | C. Técnica |

### 2011
- Uniformes dos jogadores

| Primeiro | Segundo | Terceiro |  |

- Uniformes dos goleiros

| Cores do Time · Cores do Time · Cores do Time · Cores do Time · Cores do Time | Cores do Time · Cores do Time · Cores do Time · Cores do Time · Cores do Time | Cores do Time · Cores do Time · Cores do Time · Cores do Time · Cores do Time | Cores do Time · Cores do Time · Cores do Time · Cores do Time · Cores do Time |  |

- Uniformes de treino

| Jogadores 1 | Jogadores 2 | C. Técnica |

### 2010
- Uniformes dos jogadores

| Primeiro | Segundo | Terceiro |  |

- Uniformes dos goleiros

| Cores do Time · Cores do Time · Cores do Time · Cores do Time · Cores do Time | Cores do Time · Cores do Time · Cores do Time · Cores do Time · Cores do Time | Cores do Time · Cores do Time · Cores do Time · Cores do Time · Cores do Time | Cores do Time · Cores do Time · Cores do Time · Cores do Time · Cores do Time | Cores do Time · Cores do Time · Cores do Time · Cores do Time · Cores do Time |  |

- Uniformes de treino

| Jogadores | C. Técnica |  |

### 2009
- Uniformes dos jogadores

| Primeiro | Segundo |

- Uniformes dos goleiros

| Cores do Time · Cores do Time · Cores do Time · Cores do Time · Cores do Time | Cores do Time · Cores do Time · Cores do Time · Cores do Time · Cores do Time | Cores do Time · Cores do Time · Cores do Time · Cores do Time · Cores do Time | Cores do Time · Cores do Time · Cores do Time · Cores do Time · Cores do Time | Cores do Time · Cores do Time · Cores do Time · Cores do Time · Cores do Time |

- Uniformes de treino

| Jogadores 1 | Jogadores 2 | C. Técnica |

### 2008-09
- Uniformes dos jogadores

| Primeiro | Segundo | Terceiro |

- Uniformes dos goleiros

| Cores do Time · Cores do Time · Cores do Time · Cores do Time · Cores do Time | Cores do Time · Cores do Time · Cores do Time · Cores do Time · Cores do Time | Cores do Time · Cores do Time · Cores do Time · Cores do Time · Cores do Time |

- Uniformes de treino

| Jogadores | Goleiros | C. Técnica |

### 2007
- Uniformes dos jogadores

| Primeiro | Segundo |  |

- Uniformes dos goleiros

| Cores do Time · Cores do Time · Cores do Time · Cores do Time · Cores do Time | Cores do Time · Cores do Time · Cores do Time · Cores do Time · Cores do Time | Cores do Time · Cores do Time · Cores do Time · Cores do Time · Cores do Time |

### 2006
- Uniformes dos jogadores

| Primeiro | Segundo |  |

- Uniformes dos goleiros

| Cores do Time · Cores do Time · Cores do Time · Cores do Time · Cores do Time | Cores do Time · Cores do Time · Cores do Time · Cores do Time · Cores do Time | Cores do Time · Cores do Time · Cores do Time · Cores do Time · Cores do Time |

### 2004-05
- Uniformes dos jogadores

| Primeiro | Segundo | Terceiro |

- Uniformes dos goleiros

| Cores do Time · Cores do Time · Cores do Time · Cores do Time · Cores do Time | Cores do Time · Cores do Time · Cores do Time · Cores do Time · Cores do Time | Cores do Time · Cores do Time · Cores do Time · Cores do Time · Cores do Time |

### 2002-04
- Uniformes dos jogadores

| Primeiro | Segundo | Terceiro |

- Uniformes dos goleiros

| Cores do Time · Cores do Time · Cores do Time · Cores do Time · Cores do Time | Cores do Time · Cores do Time · Cores do Time · Cores do Time · Cores do Time | Cores do Time · Cores do Time · Cores do Time · Cores do Time · Cores do Time | Cores do Time · Cores do Time · Cores do Time · Cores do Time · Cores do Time |

### 2001-02
- Uniformes dos jogadores

| Primeiro | Segundo |

- Uniformes dos goleiros

| Cores do Time · Cores do Time · Cores do Time · Cores do Time · Cores do Time | Cores do Time · Cores do Time · Cores do Time · Cores do Time · Cores do Time | Cores do Time · Cores do Time · Cores do Time · Cores do Time · Cores do Time |

### 2000-01
- Uniformes dos jogadores

| Primeiro | Segundo |

- Uniformes dos goleiros

| Cores do Time · Cores do Time · Cores do Time · Cores do Time · Cores do Time | Cores do Time · Cores do Time · Cores do Time · Cores do Time · Cores do Time | Cores do Time · Cores do Time · Cores do Time · Cores do Time · Cores do Time |

### 1999-2000
- Uniformes dos jogadores

| Primeiro | Segundo | Terceiro |

### 1997-99
- Uniformes dos jogadores

| Primeiro | Segundo |

### 1996-97
- Uniformes dos jogadores

| Primeiro | Segundo |

Copa do Brasil e Copa dos Campeões Mundiais de 1997
| Primeiro | Segundo |

### 1995-96
- Uniformes dos jogadores

| Primeiro | Segundo | Terceiro |

### 1994-95
- Uniformes dos jogadores

| Primeiro | Segundo |

### 1993
- Uniformes dos jogadores

| Primeiro | Segundo | Terceiro |

### 1992-1993
- Uniformes dos jogadores

| Primeiro | Segundo |

### 1987-1992
- Uniformes dos jogadores

| Primeiro | Segundo |

### 1986
- Uniformes dos jogadores

| Primeiro | Segundo |

### 1984-1985
- Uniformes dos jogadores

| Primeiro | Segundo |

### 1981-1983
- Uniformes dos jogadores

| Primeiro | Segundo |

### 1980
- Uniformes dos jogadores

| Primeiro | Segundo |

### 1913-16
- Uniforme dos jogadores

| Cores do Time · Cores do Time · Cores do Time · Cores do Time · Cores do Time |

### 1912
- Uniforme dos jogadores

| Cores do Time · Cores do Time · Cores do Time · Cores do Time · Cores do Time |

### Uniforme do Centenário
O Uniforme comemorativo do centenário, foi utilizado pelo Flamengo quando comemorou o seu centenário, no ano de 1995. A camisa foi criada para ser utilizada em amistosos. À  época, a Umbro, então fornecedora de material esportivo do Flamengo, fez uma pesquisa nacional com os torcedores rubro-negros. A pesquisa era o ponto de partida para a criação da camisa comemorativa, e a pergunta era simples: “Qual é a cor de sua preferência?”. Deu azul! Sem esperar a aprovação do Conselho Deliberativo, por conta própria, a empresa resolveu fazer um teste de mercado e, colocou à venda em alguns estados. Resultado: Recorde absoluto de vendas. Apesar deste sucesso comercial, esta camisa não foi utilizada em nenhum jogo oficial, pois não foi aprovada pelo conselho deliberativo.
A camisa era azul escura com listras pretas, vermelhas e amarelas em referência as quatro cores que o clube já possuiu (azul e amarelo- as cores iniciais- e vermelho e preto as cores atuais) e o escudo do clube e não do futebol, a esquerda e no alto.
Em 2010, um uniforme muito parecido com este foi utilizado como terceiro uniforme. Ficou conhecido como "Tabajara" por ser idêntico ao do "Tabajara Futebol Clube".

### Cobra Coral
Cobra Coral foi o segundo uniforme de futebol do Flamengo.
Tinha esta alcunha por lembrar o animal de peçonha, a cobra coral. Mas, além de parecer com o animal havia outra semelhança. As cores eram iguais aos do Império Alemão que na época (final do ano de 1913) já era inimiga pública mundial.
A camisa Cobra Coral não tinha escudo, além de ter listras brancas entre as vermelhas e a pretas. Isto porque os remadores – esporte que deu origem ao clube – só aceitaram a criação do departamento de futebol com algumas condições: uma delas era que a camisa não poderia ser igual a que eles usavam.

Bandeira da Alemanha usada até 1918. Por conta da oposição brasileira ao Império Alemão na Primeira Guerra Mundial, o deixou de usar a camisa Cobra Coral, que lembrava a bandeira do "inimigo"

Foi utilizada pela primeira vez no dia 10 de maio de 1914 (Flamengo 3 x 0 Rio Cricket) e em 28 de Maio de 1916, na derrota para o Bangu por 4x2, foi utilizada pela última vez.
Em 1916, o time de futebol do Flamengo tirou as listras brancas da Cobra Coral e passou a jogar só de rubro-negro por causa da Primeira Guerra Mundial, já que o Brasil se declarou inimigo da Alemanha naquele ano e a camisa tinha as mesmas cores da bandeira alemã da época.
Foi com esta camisa que o Flamengo ganhou seu primeiro título do Campeonato Carioca, em 1914.

#### Relançamento
Em 2014, como comemoração ao centenário do primeiro título conquistado pelo futebol do clube, o Flamengo e a Braziline lançaram a camisa retrô Cobra Coral.

### Papagaio de vintém
| 1912 | 1995 | 2015 |

Papagaio de vintém foi como ficou conhecido o primeiro uniforme da história do futebol do Flamengo.
Em 1912, por exigência dos atletas do remo (que não permitiam o uso do mesmo uniforme pelos jogadores de futebol), foi criada uma camisa xadrez em vermelho e preto. O uniforme ganhou esta alcunha pois lembravam os desenhos de pipas que poderiam ser comprados por qualquer vintém (moeda da época).
Foi utilizado pela primeira vez no dia 3 de maio de 1912, pelo Campeonato Carioca, no jogo Flamengo 16 x 2 Mangueira (primeiro jogo oficial do Flamengo), e durou até o dia 18 de novembro de 1913, onde o Flamengo perdeu por 1x0 para o América-RJ.
Foi com esta camisa que o Flamengo ganhou seu primeiro título no futebol, o Campeonato Carioca de Segundos Quadros de 1912.

#### Relançamentos
- A camisa foi relançada em 1995, em comemoração ao centenário do clube
- Em 2012, para comemorar o centenário do Fla-Flu e também do futebol do Rubro-Negro, ex-jogadores e artistas participaram da preliminar do clássico Fla-Flu, no Engenhão, vestindo a camisa.[20]
- Em 2015, a camisa foi relançada como terceiro uniforme pela Adidas (fornecedora de material da equipe) como parte da comemoração pelos 450 anos da cidade do Rio de Janeiro.[21]

#### Sinonimo de "Azar"
Diz a lenda que Píndaro de Carvalho, zagueiro do time de 1912, criou o mito de que esta camisa dava azar. No calor de um debate após dois títulos perdidos, Píndaro teria afirmado que a camisa era a culpada pelos fracassos. O Flamengo decidiu mudar de camisa para o Carioca de 1914, passou a usar a Cobra Coral. E logo no primeiro ano com o novo uniforme, ganhou seu primeiro estadual.
Em 1995, a camisa foi relançada para homenagear o centenário do clube. Foram 9 partidas com este uniforme, e nenhuma vitória (5 derrotas e 4 empates).
Lista de Jogos em Que a Camisa foi Usada (1995)
- Flamengo 1 x 1 Uruguai (27/01/1995) - Amistoso
- Flamengo 2 x 3 Atlético-MG (08/02/1995) - Amistoso
- Flamengo 0 x 0 América-RN (30/03/1995) - Amistoso
- Flamengo 1 x 3 Combinado de Alagoas (28/06/1995) -
- Flamengo 0 x 0 Combinado de Sergipe (02/07/1995) - Amistoso
- Flamengo 0 x 2 Grêmio (04/07/1995) - Copa dos Campeões Mundiais
- Flamengo 0 x 1 Santos (12/07/1995) - Copa dos Campeões Mundiais
- Flamengo 1 x 2 São Paulo (19/07/1995) - Copa dos Campeões Mundiais
- Flamengo 1 x 1 Guarani - Amistoso
- Flamengo 0 x 1 Botafogo - Campeonato Carioca

Em 2015, a camisa foi relançada como terceiro uniforme pela Adidas (fornecedora de material da equipe) como parte da comemoração pelos 450 anos da cidade do Rio de Janeiro. Foi usada no dia em que a cidade fez 450 anos, na partida contra o Botafogo (derrota por 1x0). Na partida seguinte, contra o Volta Redonda, a camisa foi utilizada no 1o tempo apenas (o Flamengo terminou este tempo perdendo por 1x0). Na volta do intervalo, já com o 1o uniforme, a equipe fez 2 gols e virou a partida.

## Patrocinadores
| Período   | Material esportivo | Patrocínio master  | Outros |
| --------- | ------------------ | ------------------ | --- |
| 1912–1969 | Nenhum             | Nenhum             | Nenhum |
| 1970-1979 | Athleta, Hering    | Nenhum             | Nenhum |
| 1980–1984 | Adidas             | Nenhum             | Nenhum |
| 1984–1992 | Adidas             | Lubrax             | Nenhum |
| 1992–2000 | Umbro              | Lubrax             | Nenhum |
| 2000–2005 | Nike               | Lubrax             | Nenhum |
| 2005      | Nike               | Cartão Petrobras   | Petrobras (costas) Lubrax (manga direita) Petrobras Podium (manga esquerda) |
| 2006      | Nike               | Lubrax             | Petrobras (costas) Cartão Petrobras (manga direita) Petrobras Podium (manga esquerda) |
| 2007      | Nike               | Cartão Petrobras   | Petrobras (costas) Lubrax (manga direita) Petrobras Podium (manga esquerda) |
| 2008      | Nike               | Lubrax             | Petrobras (costas) Cartão Petrobras (manga direita) Petrobras Podium (manga esquerda) |
| 2009      | Olympikus          | Olympikus Tube Ale | Bozzano (mangas) |
| 2010      | Olympikus          | Batavo             | Banco BMG (mangas) |
| 2011      | Olympikus          | P&G                | Banco BMG (mangas) Brasil Brokers (ombros) Unicef (centro) TIM (número) Gatorade (uniforme de treino) |
| 2012      | Olympikus          | Nenhum             | Banco BMG (mangas) Brasil Food Service Group (short) Mobil Super (costas inferior e short) Triunfo Logística (ombros) Unicef (centro) TIM (número) TechnoGym (Uniforme de treino)                                                                                           |
| 2013      | Adidas             | Caixa              | Peugeot (costas) TIM (número) Herbalife (uniforme de treino) TechnoGym (Uniforme de treino) |
| 2014      | Adidas             | Caixa              | Peugeot (costas) TIM (número) Guaravita (mangas) |
| 2015      | Adidas             | Caixa              | Guaravita (costas) Guaraviton (mangas) TIM (número) Jeep (costas inferior) Herbalife (uniforme de treino) |
| 2016      | Adidas             | Caixa              | MRV Engenharia (costas) iFood (mangas) TIM (número) YES! Idiomas (costas inferior) Uber (uniforme de treino) Linktel (uniforme de treino) Herbalife (uniforme de treino) |
| 2017      | Adidas             | Caixa              | MRV Engenharia (costas) Carabao (mangas) Universidade Brasil (ombro esquerdo) TIM (número) YES! Idiomas (costas inferior) Kodilar (meias) Uber (uniforme de treino) Linktel (uniforme de treino)                                                                            |
| 2018      | Adidas             | Caixa              | MRV Engenharia (costas) Carabao (mangas) Universidade Brasil (ombros) TIM (número) Descomplica (costas inferior) Kodilar (meias) |
| 2019      | Adidas             | BS2                | MRV Engenharia (costas) Buser (mangas) Benevix (short) Universidade Brasil (ombros) Sportsbet.io (ombros) TIM (número) Multimarcas Consórcios (costas inferior) Azeite Royal (meias) Kodilar (uniforme de treino)                                                           |
| 2020      | Adidas             | BRB                | MRV Engenharia (costas) Azeite Royal (short) Union Life (short) Sportsbet.io (ombros) TIM (número) Total (costas inferior) Orthopride (meias) Kodilar (uniforme de treino) Konami (uniforme de treino)                                                                      |
| 2021      | Adidas             | BRB                | MercadoLivre (costas) Havan (mangas) ABC da Construção (short) Amazon Prime Video (costas/pontual) Sportsbet.io (ombros) TIM (número) Moss (meião) TotalEnergies (costas inferior) Kodilar (uniforme de treino) Konami (uniforme de treino) Socios.com (uniforme de treino) |
| 2022      | Adidas             | BRB                | MercadoLivre (costas) Havan (mangas) ABC da Construção (short) Pixbet (ombros) TIM (número) Luvix (meião) Luvix (costas inferior/pontual) Assist Card (costas inferior) Konami (uniforme de treino) Socios.com (uniforme de treino)                                         |
| 2023      | Adidas             | BRB                | MercadoLivre (costas) Sil (mangas) ABC da Construção (short) Pixbet (ombros) TIM (número) Luvix (meião) Assist Card (costas inferior) Konami (uniforme de treino) Moonpay (uniforme de treino) Texaco (uniforme de treino)                                                  |
| 2024      | Adidas             | Pixbet             | MercadoLivre (costas) Kwai (mangas) ABC da Construção (short) BRB (ombros) TIM (número) Zé Delivery (meião) Assist Card (costas inferior) Texaco (uniforme de treino) |
| 2025      | Adidas             | Flabet Betano      | Pixbet (costas) hapvida (costas) Shoppe (mangas) ABC da Construção (short) BRB (ombros) Texaco (número) Zé Delivery (meião) Assist Card (costas inferior) |

Valor do Patrocínio pela Distribuidora do Material Esportivo
| Material esportivo | Período       | Anúncio do contrato | Duração do contrato                                | Valor                 | Ref.          |
| ------------------ | ------------- | ------------------- | -------------------------------------------------- | --------------------- | ------------- |
| Adidas             | 2013–presente | 2012-12-20          | 01 de Maio de 2013 – 30 de Abril de 2023 (10 anos) | Total $175.24 milhões | [ 36 ] [ 37 ] |